# Kolumbia (superkontynent)

Względne położenia kratonów około 1,5 miliarda lat temu wg pracy: Rogers i Santosh, 2002. Kratony:
----
Atlantika
1-pn.-zach. Afryka
2-pn.-wsch. Ameryka Południowa
Ur
3-Kalahari
4-Zimbabwe
5-Madagaskar
6-Indie
7-Australia
8-wsch. Antarktyda
Nena
9-Ameryka Północna
10-Grenlandia
11-Syberia
12-Bałtyka.

Kolumbia (Nuna) – najstarszy znany superkontynent, łączący ponad 75% lądów Ziemi. Istniał pomiędzy 1,9 a 1,5 miliarda lat temu, w proterozoiku.

## Nazwa
Superkontynent istniejący w paleo- i mezoproterozoiku był opisywany przez geologów kilkukrotnie pod różnymi nazwami; nazwa „Kolumbia” jest najstarszym z terminów odpowiadających współczesnemu rozumieniu tego kontynentu. Wcześniej opublikowane prace używały nazw „Nuna” i „Nena”, jednak autorzy opisywali w nich ląd złożony z kratonów: północnoamerykańskiego, Bałtyki i Syberii, ewentualnie także Antarktydy Wschodniej, który współcześnie jest rozumiany jako część składowa większego superkontynentu. Mimo tego terminy „Kolumbia” i „Nuna” bywają używane synonimicznie.

## Historia
Superkontynent Kolumbia uformował się w paleoproterozoiku, pomiędzy 2,0 a 1,75 miliarda lat temu. Jego dokładna konfiguracja nie jest znana, choć wiadomo, że jego trzon stanowił kraton północnoamerykański, połączony z Bałtyką (kratonem wschodnioeuropejskim) i Syberią (Angarą), tzw. „Arktyka”. Z tym lądem połączyły się inne paleokontynenty: Ur (łączący kratony: Pilbara, Kalahari, fragmenty dzisiejszych Indii i Antarktydę Wschodnią) oraz Atlantyka (kraton Konga, zachodnia Afryka i fragmenty Ameryki Południowej). To, jak były połączone te trzy masy lądowe, pozostaje przedmiotem dyskusji geologów.
Powstaniu superkontynentu towarzyszyło wypiętrzanie gór. Zwiększone tempo wietrzenia spowodowało dostarczenie do oceanów znacznych ilości siarczanów powodując ich zakwaszenie i stratyfikację. Z tego okresu pochodzą wielkie złoża siarczanów odłożonych na dnie mórz.
Superkontynent Kolumbia reprezentuje najwcześniejszy znany element cyklu superkontynentalnego. Nie jest wykluczone, że w późnym archaiku istniał jeszcze jeden wcześniejszy superkontynent (tzw. Kenorland), ale rekonstrukcja układu kratonów w tak odległej przeszłości jest bardzo skomplikowana i współczesny stan wiedzy nie pozwala stwierdzić, czy ówczesne masy lądowe były połączone, czy nie. Rozpad Kolumbii, rozpoczęty 1,6 miliarda lat temu, zakończył się 200 milionów lat później. Po kolejnych 300 milionach lat dryf kontynentów sprawił, że połączyły się one ponownie w innej konfiguracji, tworząc superkontynent Rodinia.